# Jordan Trovillion

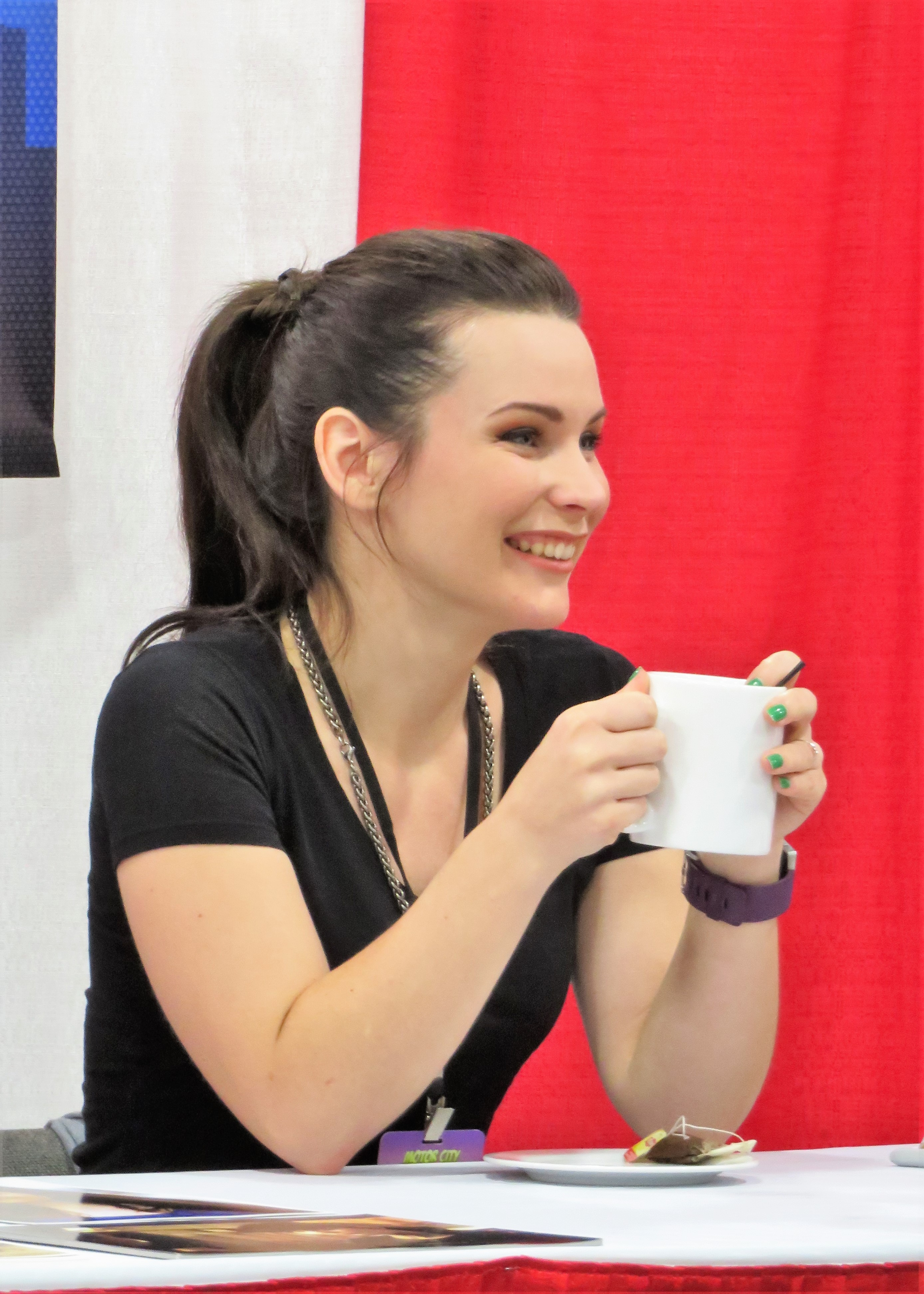
Jordan Trovillion (2017)

Jordan Trovillion (* 7. April 1986) ist eine US-amerikanische Schauspielerin.

## Karriere
Jordan Trovillion hatte Rollen in Fernsehserien wie beispielsweise Shadow Earth, Amil the Ewok oder Those Who Kill. Im Drama-Thriller Trust (2010) verkörperte sie eine Nebenrolle, genauso wie im Action-Streifen Jack Reacher (2012). Im Jahr darauf mimte sie im Comedy-Drama Highland Park die Caroline.

## Filmografie (Auswahl)
- 2009: Want (Kurzfilm)
- 2010: The Genesis Code
- 2010: Trust
- 2010: Die Herrschaft der Schatten (Vanishing on 7th Street)
- 2010: Secrets in the Walls (Fernsehfilm)
- 2011: Set Up – Freunde für’s Leben, Feinde für die Ewigkeit (Setup)
- 2011: Shadow Earth (Fernsehserie, 2 Episoden)
- 2012: Amil the Ewok (Fernsehserie, 2 Episoden)
- 2012: Crave
- 2012: Jack Reacher
- 2014: Eine Sache des Glaubens (A Matter of Faith)
- 2014: Those Who Kill (Fernsehserie, eine Episode)
- 2015: Golden Shoes
- 2016: Horse Camp
- 2017: Kampout
- 2017: My Days of Mercy